# جان استوارت بل
جان استوآرت بل (انگلیسی: John Stewart Bell؛ زاده ۲۸ ژوئن ۱۹۲۸ درگذشته) یک دانشمند فیزیک اهل ایرلند بود. نامعادله بل از اوست.